# Garoua Boulaï
Garoua Boulaï – miasto w Kamerunie, w Regionie Wschodnim. Liczy około 49 tys. mieszkańców.